# 1959年の航空
< 1959年
1958年の航空 - 1959年の航空 - 1960年の航空

## 航空に関する出来事
- 1月2日 - 月面着陸を目指したソビエトの無人月探査機、ルナ1号が打ち上げられたが、月を外れて人工惑星となった。
- 1月20日 - イギリスの中距離ターボプロップ4発旅客機、ビッカース ヴァンガードが初飛行した。
- 1月29日 - アメリカン航空が、ボーイング707でアメリカ国内線のジェット旅客機による運航を始めた。
- 2月25日 - フランスのアンドレ・トゥルカ（Andre Turcat）が操縦するノール 1500 グリフォンが、100km周回コースの1,643 km / hの公認速度記録を樹立した。
- 4月27日 - アイゼンハワー大統領にボーイング VC-137が公開され、これは1962年10月21日にエアフォースワンとなった。

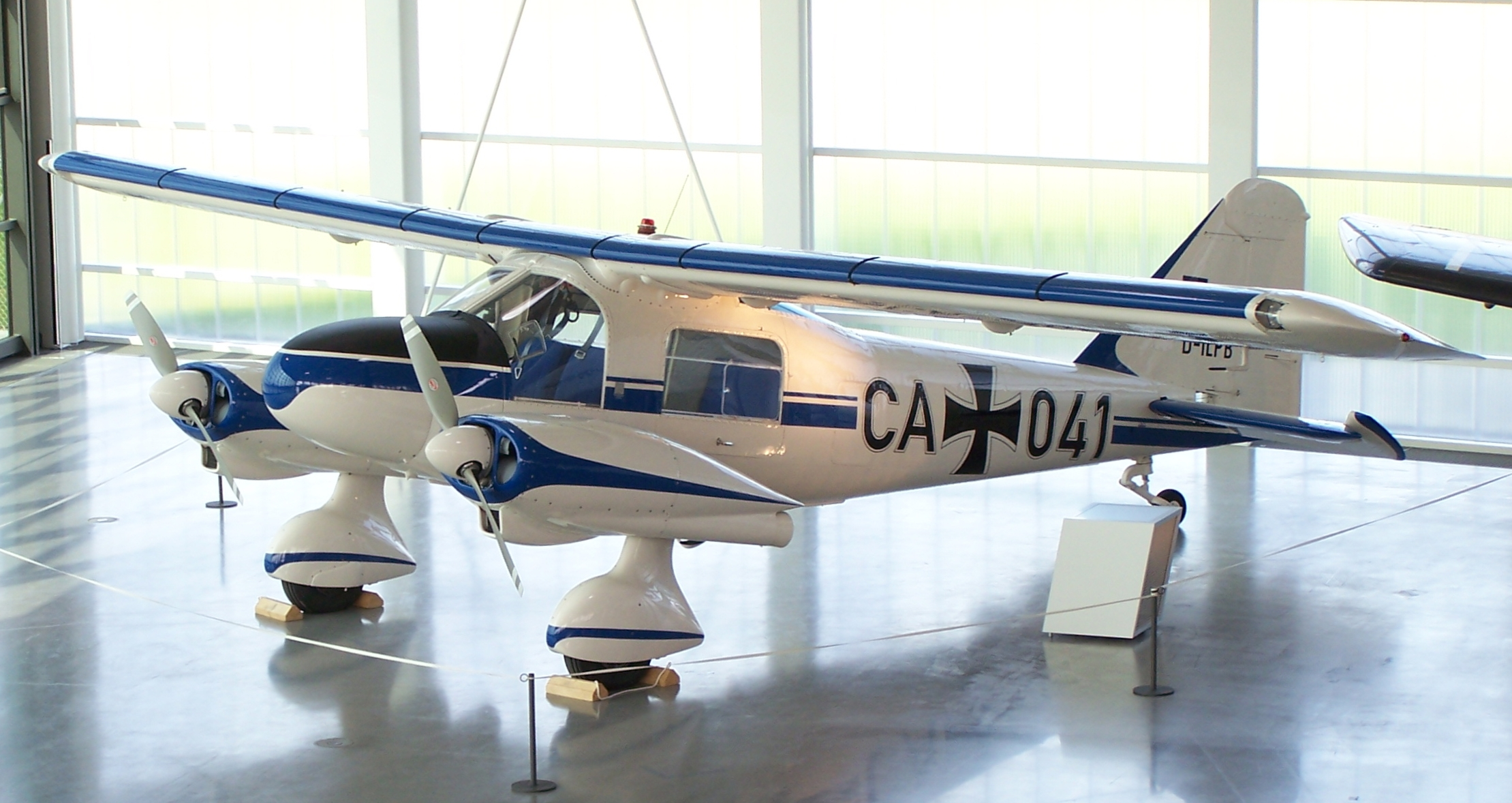
ドルニエ Do 28

- 4月29日 - ドルニエ Do 28が初飛行した。
- 5月4日 - スイスのピラタス PC-6 ポーターが初飛行した。
- 6月4日 - マックス・コンラッドがパイパー コマンチでカサブランカからニューヨークまで12,365 kmを飛行し、軽飛行機の距離記録を樹立した。
- 6月17日 - ダッソー ミラージュIVが初飛行した。
- 7月14日 - ウラジミール・イリューシン（ Vladimir S. Ilyushin）がスホーイ Su-9を改造した実験機 T-431で、28,852 mの高高度飛行記録を樹立した。

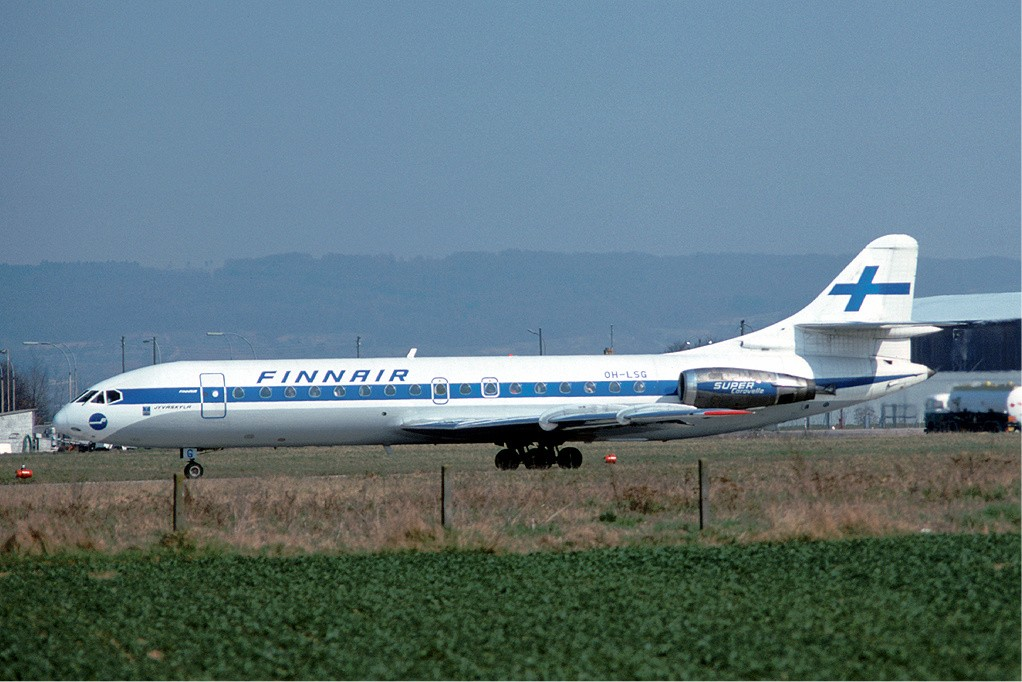
シュド・カラベル

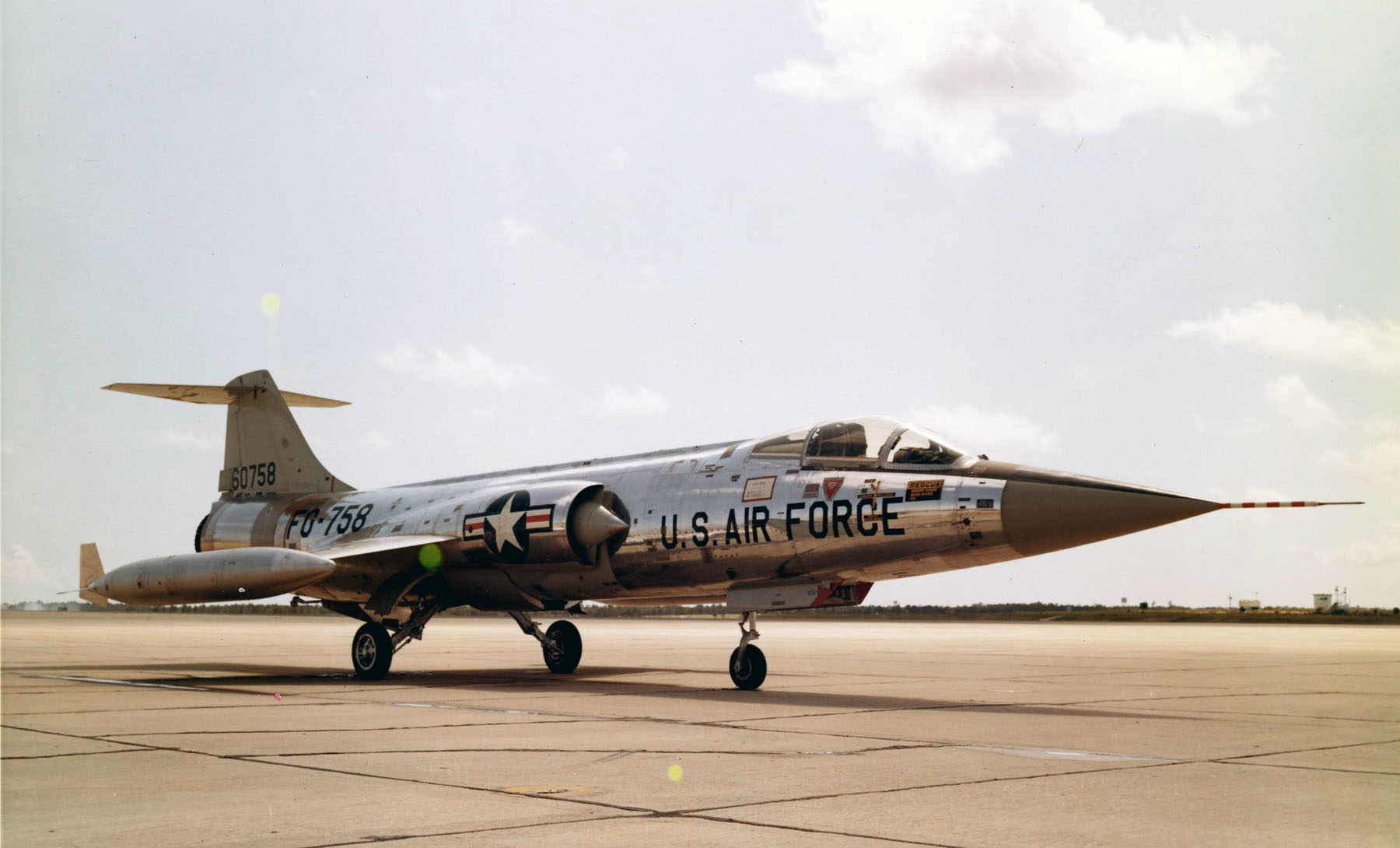
F-104A

- 7月22日 - エールフランスにシュド・カラベルが就航した。
- 7月30日 - ノースロップ F-5 フリーダム・ファイターが初飛行した。
- 8月7日 - アメリカの人工衛星、エクスプローラー6号が打ち上げられた。
- 9月12日 - ソビエトの無人月探査機ルナ2号が打ち上げられ2日後、月に着陸した。
- 9月17日 - アメリカの実験機、ノースアメリカン X-15が初飛行した。
- 9月24日 - 藤沢飛行場にロッキードU-2偵察機が不時着。（黒いジェット機事件）
- 9月30日 - ロンドンで民間航空の空港として40年間使用された、クロイドン空港が閉鎖された。
- 10月4日 - ソビエトの無人月探査機ルナ3号が打ち上げられ、10月7日に月の表面の写真を電送するのに成功した。
- 11月16日 - 成層圏からのパラシュート降下実験プロジェクト・エクセルシオが行われ、キッティンジャーは高度23,300 mからの降下を行った。
- 12月6日 - ローレンス・フリント（Lawrence E. Flint）が、F-4 ファントム IIで30,040 mの高高度飛行記録を樹立した。
- 12月9日 - ウォルター・J・ホジソン（Walter J. Hodgson）が操縦するヘリコプター、カマン H-43 ハスキーが、ヘリコプターの高高度飛行記録9, 097 mを樹立した。
- 12月14日 - ジョー・B・ジョーダン（Joe B. Jordan）がロッキード F104 スターファイターで、31,513 mの高高度飛行記録を樹立した。
- 12月15日 - ジョセフ・W・ロジャース（Joseph W. Rogers）の操縦するコンベア F-106 デルタダートが、2,455.7 km / hの速度記録を樹立した。
- 12月16日 - 台湾で中華航空が設立される。
- 12月20日：ソビエトの輸送機アントノフ An-24が初飛行した。

## 1959年に初飛行した機体の画像

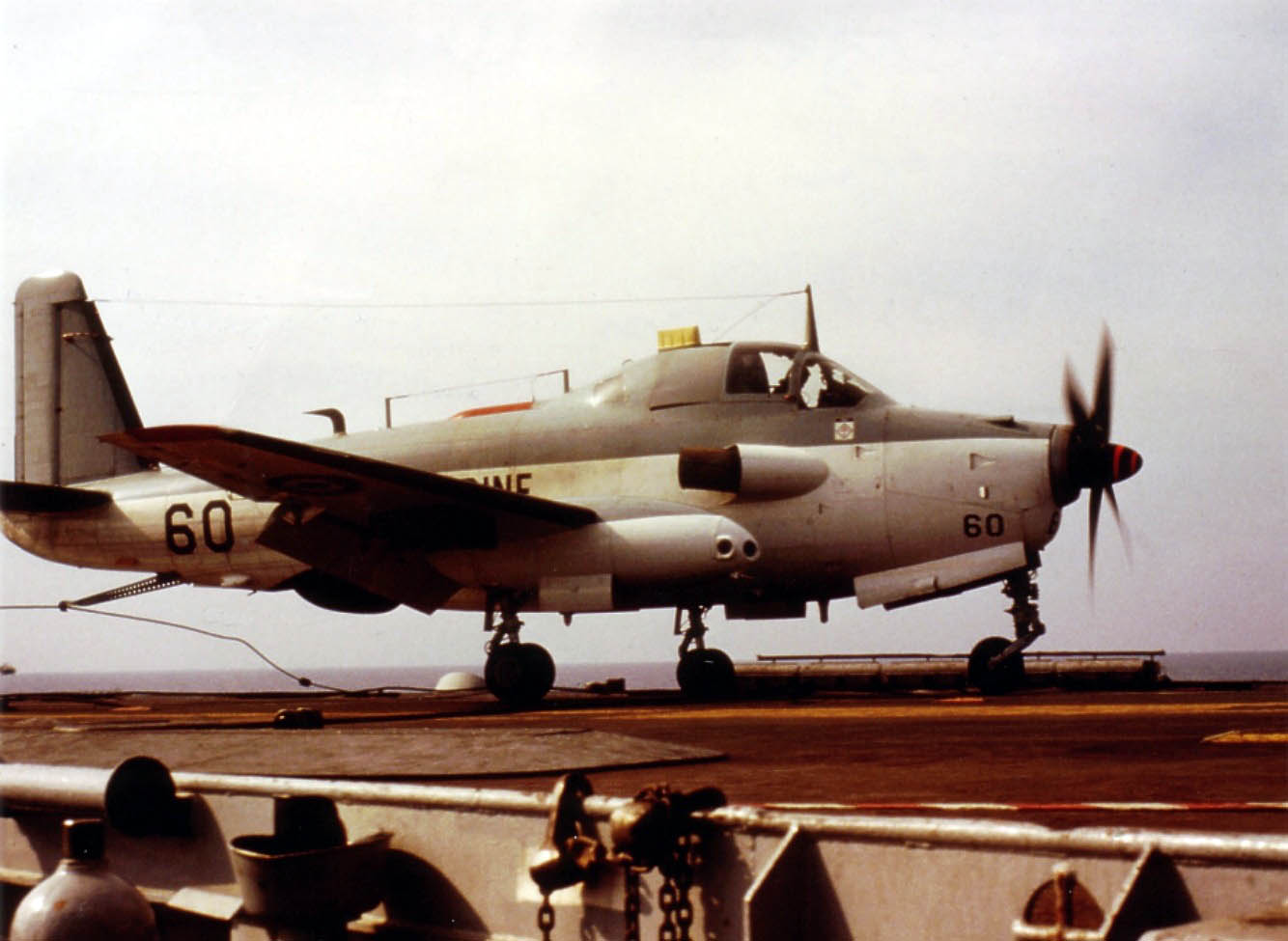
ブレゲー アリゼ （5月29日）
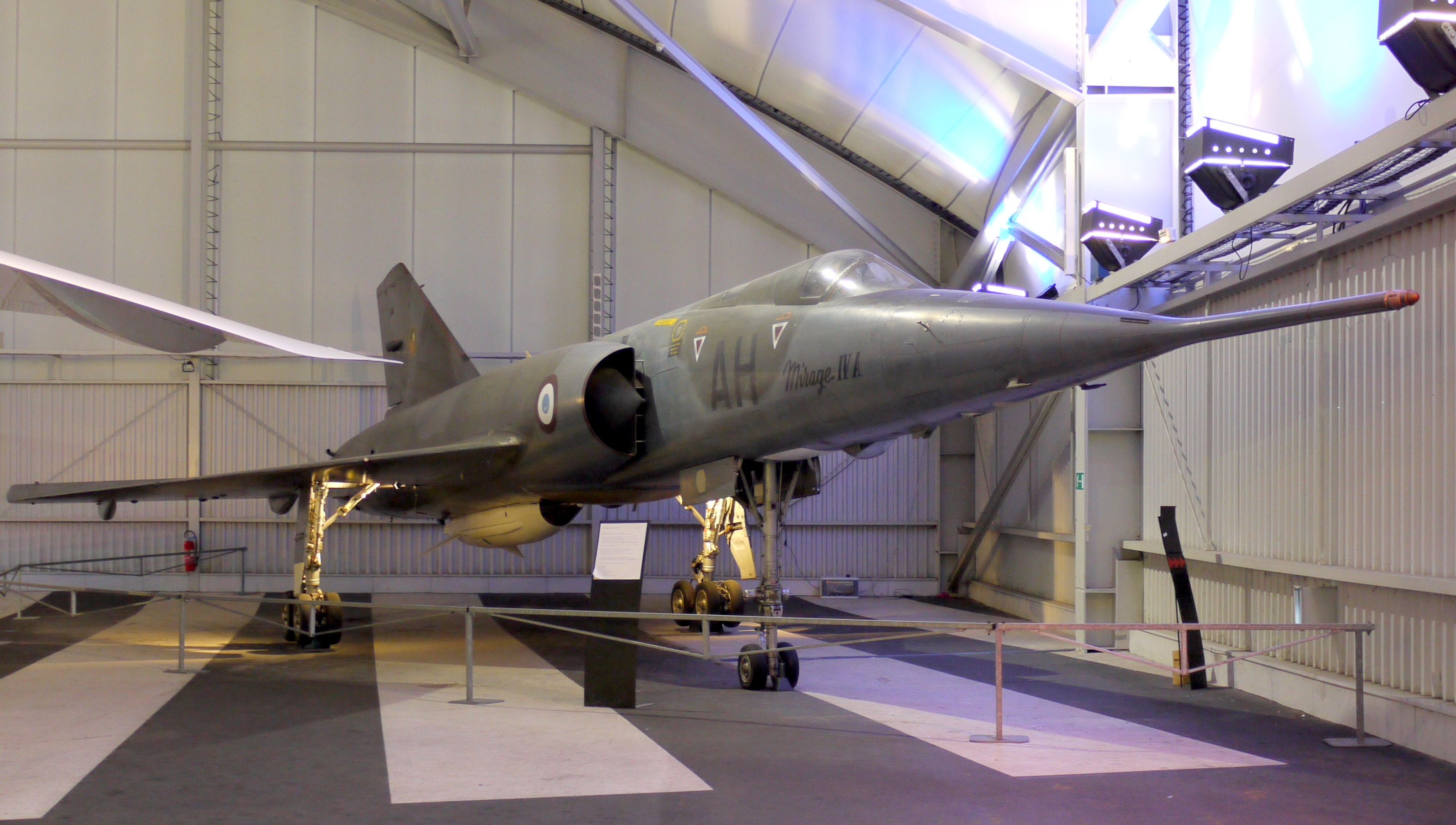
ミラージュIV (6月17日）
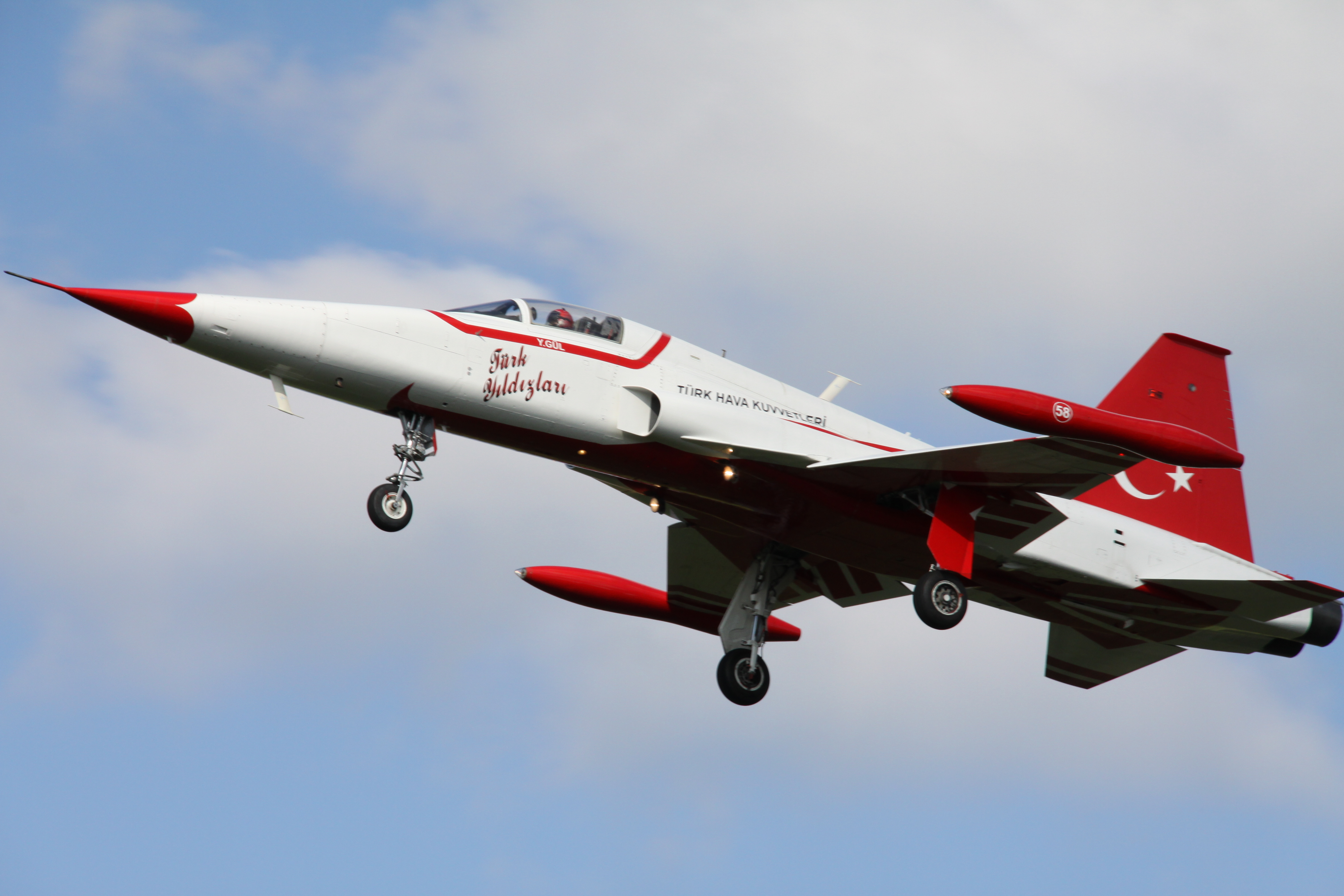
ノースロップ F-5 (7月30日）
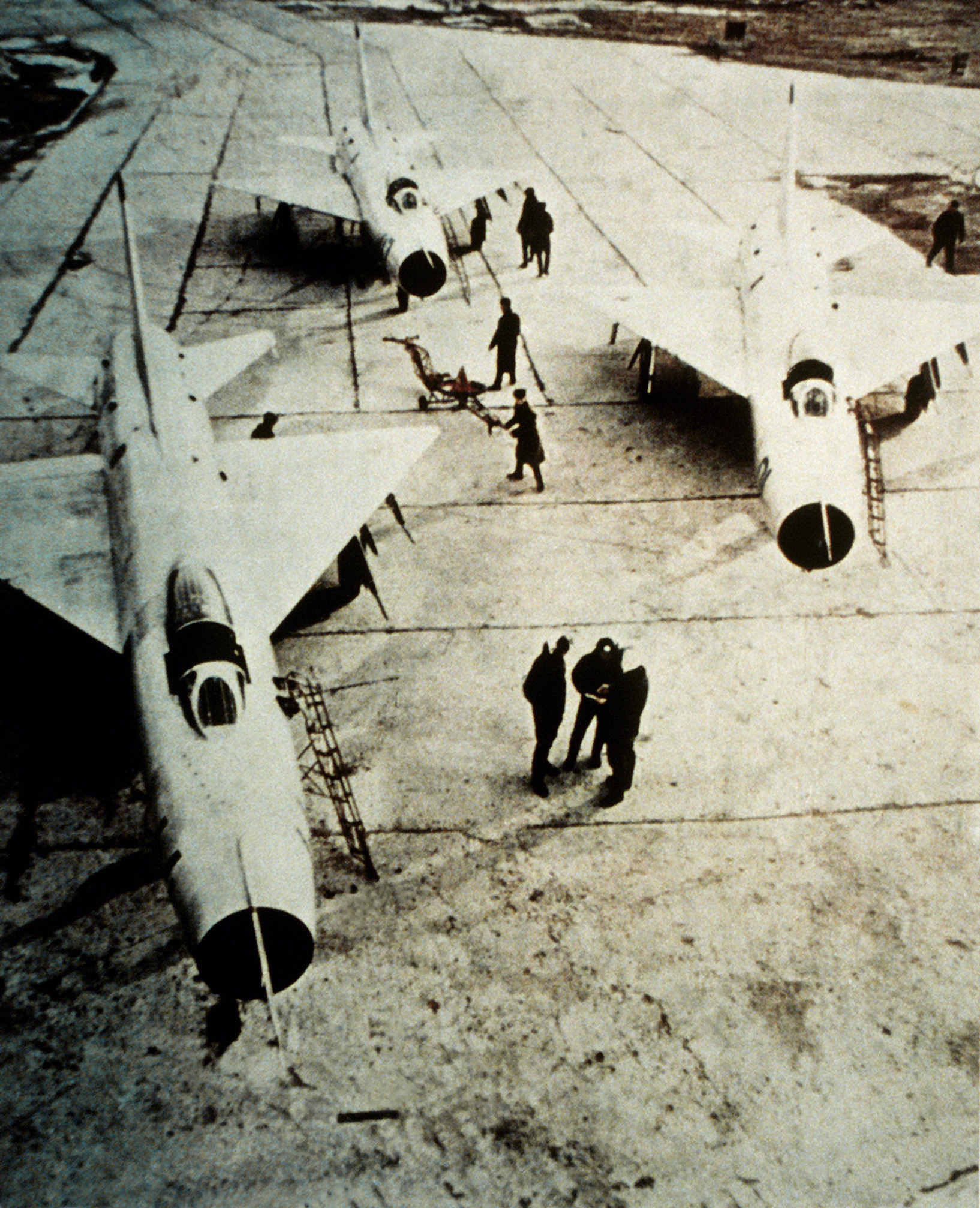
Su-9 （10月10日）

## 航空に関する賞の受賞者
- ハーモン・トロフィー： ジョー・B・ジョーダン、ジョゼフ・キッティンジャー
- デラボー賞：ゲオルギー・モソロフ(USSR)、Joseph H. Moore (USA)、Gerard Muselli (France)、ジョセフ・W・ロジャース (USA)

## （資料）ジェット化による定期航空便の所要時間短縮
ニューヨークとロサンジェルス間の定期便の所要時間の変遷
| 就航    | 航空会社 | 機材                         | 西行 (h:min) | 東行 (h:min) | 平均 (h:min) | 着陸 回数 | 備考                     |
| ------- | -------- | ---------------------------- | ------------ | ------------ | ------------ | --------- | ------------------------ |
| 1930/10 | TWA      | フォード トライモータ        | 36           | 34:18        | 36:09        | 11        | カンサスシティで1泊      |
| 1932/11 | TWA      | フォード トライモータ        | 28:43        | 24:24        | 26:42        | 11        | 夜間も飛行               |
| 1933/6  | UAL      | ボーイング 247               |              |              | 19:45        | 7         | N.Y.とサンフランシスコ間 |
| 1936/9  | TWA      | DC-2                         | 18:00        | 15:55        | 17           | 7         |                          |
| 1936/9  | AAL      | ダグラス DST                 | 17:41        | 15:50        | 16:45        | 3         |                          |
| 1940/7  | TWA      | ボーイング 307               | 15:06        | 13:40        | 14:24        | 3         |                          |
| 1946/2  | TWA      | スーパー・コンステレーション | 11           | 9:45         | 10:22        | 1         |                          |
| 1951/4  | AAL      | DC-6B                        | 9:45         | 8:55         | 9:20         | 1         |                          |
| 1953/11 | AAL      | DC-7                         | 7:50         | 7:15         | 7:32         | 0         |                          |
| 1959/1  | AAL      | ボーイング707                | 5:45         | 5:05         | 5:25         | 0         |                          |

- 出典：『旅客機の開発史』久世紳二（著）日本航空技術協会(2006年